# Taky Marie-Divine Kouamé
Taky Marie-Divine Kouamé, née le 30 juillet 2002 à Créteil, est une coureuse cycliste française. Spécialiste du 500 mètres en cyclisme sur piste, elle devient championne du monde juniors de la spécialité en 2019 puis championne du monde chez les élites en 2022.

## Biographie
Taky Marie-Divine Kouamé est née en juillet 2002 à Créteil,. Elle est née d'un père agent de sécurité  et d'une mère hôtesse de caisse, qui se sont rencontrés en Côte d'Ivoire, avant de s'installer dans un immeuble à Choisy-le-Roi, puis d'habiter en pavillon à Créteil. Dès 2006, elle s'inscrit au club de vélo du Coudray-Montceaux. Dans le livre Black Champions in Cycling de Marlon Moncrieffe, elle relate avoir été victime d'insultes racistes par des cyclistes du même âge alors qu'elle avait onze ans : « À l'époque, je ne savais pas que c'était du racisme. Je n'avais même pas conscience d'être différente. C'est à l'âge de 11 ans, suite à ces insultes, que j'ai compris le racisme. »,.
En 2017, elle est championne de France de vitesse par équipes juniors (moins de 19 ans) avec Mathilde Gros.
En 2019, elle remporte le bronze sur la vitesse, le keirin et le 500 mètres contre-la-montre aux championnats d'Europe juniors à Gand. Peu de temps après, elle devient championne du monde juniors du 500 mètres à Francfort-sur-l'Oder,,. Aux championnats d'Europe juniors 2020 à Fiorenzuola d'Arda, elle remporte l'argent sur la vitesse et le keirin et le bronze sur le 500 mètres.
En 2021, elle devient triple championne de France dans les disciplines de vitesse. Elle rejoint en fin d'année, la nouvelle équipe UCI française « Women Track Team », dédiée aux pistardes féminines.
En juillet 2022, lors des championnats d'Europe espoirs, elle décroche trois médailles, dont le titre sur le 500 mètres contre-la-montre, où elle bat le record de France en 33 s 860 (contre 33 s 872 établi par Sandie Clair en 2008). En octobre, elle s'impose chez les élites, en remportant le 500 mètres des championnats du monde devant l'Allemande Emma Hinze, améliorant au passage son record de France en 32 s 835,. Elle succède à Félicia Ballanger, la dernière Française championne du monde sur cette épreuve en 1999.
En 2023, elle est sélectionnée pour participer aux championnats du monde de cyclisme sur piste au cours de l'été.
En juillet 2024, elle appartient à la liste des coureuses retenues par la Fédération française de cyclisme pour prendre part aux épreuves sur piste des Jeux olympiques.
En 2025, l'épreuve du 500 mètres disparait et est remplacée par le kilomètre féminin. Kouamé améliore le record du monde de la distance au cours des championnats de France, en 1 min 8 s 399. Sa marque est surpassée le 26 janvier 2025 par Marith Vanhove lors des championnats de Belgique,.

## Palmarès

### Jeux olympiques
- Paris 2024
  - 27e du keirin

### Championnats du monde
| Édition / Épreuve                   | 500 mètres | Keirin | Vitesse individuelle | Vitesse par équipes |
| Francfort-sur-l'Oder 2019 (juniors) | Or         | 13e    | 5e                   |                     |
| Saint-Quentin-en-Yvelines 2022      | Or         | 8e     | 12e                  | 5e                  |
| Glasgow 2023                        |            |        | 15e                  | 9e                  |

### Coupe des nations
- 2022
  - 3e de la vitesse par équipes à Cali
- 2023
  - 3e de la vitesse par équipes au Caire

### Championnats d'Europe
| Épreuve / Édition                 | 500 mètres | Keirin | Vitesse individuelle | Vitesse par équipes |
| Gand 2019 (juniors)               | Bronze     | Bronze | Bronze               | 4e                  |
| Fiorenzuola d'Arda 2020 (juniors) | Bronze     | Argent | Argent               | 5e                  |
| Apeldoorn 2021 (espoirs)          | 7e         | 11e    | 4e                   |                     |
| Anadia 2022 (espoirs)             | Or         | Argent | Bronze               |                     |
| Munich 2022                       |            | 11e    | 7e                   | 4e                  |
| Granges 2023                      | Argent     |        | 7e                   | 4e                  |
| Apeldoorn 2024                    | Argent     |        | 8e                   | 5e                  |
| Cottbus 2024 (espoirs)            | Or         | 5e     | Or                   |                     |

### Championnats nationaux
- 2017
  -  Championne de France de vitesse par équipes juniors (avec Mathilde Gros)
- 2021
  -  Championne de France du 500 mètres
  -  Championne de France du keirin
  -  Championne de France de vitesse individuelle
- 2022
  -  Championne de France du 500 mètres
  - 2e de la vitesse individuelle
  - 2e du keirin
- 2023
  - 2e de la vitesse individuelle
  - 2e du keirin
  - 2e du 500 mètres
- 2024
  -  Championne de France de vitesse individuelle
  -  Championne de France du keirin
  -  Championne de France du 500 mètres
- 2025
  -  Championne de France du kilomètre
  - 2e de la vitesse individuelle